# I Dig Chicks
I Dig Chicks est un album de jazz du quartette de Jonah Jones publié en 1959.

## Liste des titres
| No  | Titre                    | Durée |
| --- | ------------------------ | ----- |
| 1.  | I Dig Chicks             |       |
| 2.  | Mandy, Make Up Your Mind |       |
| 3.  | Marchetta                |       |
| 4.  | Tangerine                |       |
| 5.  | Cecilia                  |       |
| 6.  | Blue Lou                 |       |
| 7.  | Chlo-E                   |       |
| 8.  | Lillette                 |       |
| 9.  | Judy                     |       |
| 10. | Louise                   |       |
| 11. | Linda                    |       |
| 12. | Rosetta                  |       |

## Récompenses
L'album remporte le Grammy Award du meilleur album de jazz instrumental en 1960.